# Шведи
Шведите са народ, основно население на Швеция, където са съсредоточени половината от шведите, другата половина са най-вече в САЩ и диаспората.

## Език
Шведския език се отнася към германската група на индоевропейските езици, и е близък до норвежкия и датския език.